# Zimmermannia grandisella
Nepticula grandisella is een vlinder van de familie van de dwergmineermotten (Nepticulidae). De wetenschappelijke naam van de soort is voor het eerst voorgesteld door Vactor Tousey Chambers in een publicatie  uit 1880.
De soort komt voor in de Verenigde Staten.